# Reálie
Pod pojmem reálie (v rámci výuky cizího jazyka označovány také jako jazykové reálie nebo lingvoreálie) rozumíme to, co vyznačuje určitý národ nebo stát jako něco jedinečného. Tyto vlastní a zvláštní rysy se mohou najít v kterékoliv oblasti života, jak v jazyce, tak v kultuře, v literatuře.
S reáliemi nějaké cizí země býváme konfrontováni, když tam cestujeme. Čím dále je cílová země od naší vzdálená, tím rozdílnější bývá její kultura a způsob života jejích obyvatel ve srovnání s našimi. V každém cestovním průvodci jsme upozorňováni na to, jak bychom se v dotyčné zemi měli chovat a na co bychom si případně měli dát pozor.
S reáliemi cizích zemí se automaticky obeznámíme, když se učíme cizí jazyk. Již učebnice a učitel – tím spíše, pokud pochází ze země, jejíž jazyk se učíme – nám zprostředkovávají první dojmy o specifikách dotyčné země.
Univerzitní studium filologie obsahuje kromě intenzivního zabývání se jazykem a literaturou i hlubší studium reálií, což by mělo být dovršeno delším studijním pobytem v dotyčné zemi.
S odlišnými reáliemi se však nesetkáme pouze v zahraničí; mnohdy stačí cestovat do jiného kraje vlastní země.

## Jiné jazyky
V jiných některých jazycích se s termínem reálie nebo jeho ekvivalentem neoperuje a překládá se tak často opisem, např. Průchův Česko-anglický pedagogický slovník) jej do angličtiny překládá jako cultural background studies ('studia kulturního pozadí') nebo cultural studies ('kulturní studia'); v němčině se požívá termín Landeskunde ('vlastivěda') nebo (spíše zastarale) i Realien (např. Die altklassischen Realien im Gymnasium, Leipzig 1890).

## Oblasti reálií

### Přírodní a geografické reálie
Mezi první věci, s nimž se setkáme při návštěvě cizí země, patří přírodní a geografická soustava. Vnímáme, jak vypadá krajina a jaké je tamější klima, z něhož vyplývá i vegetace a zvířena. Rozeznáváme, co je nám známo z domova a co ne.

### Politika a historie
Kdo se zabývá dopodrobna nějakou zemí, zajímá se o její politický a sociální systém a její historii, což je nedílnou součástí studia filologií.

### Architektura a bydlení
Rozdíly v architektuře nenajdeme jenom v zahraničí, ale i v různých končinách téže země. V jihozápadním a středním Německu např. najdeme hrázděné domy, na severu a v Bavorsku (kromě Franků) však nikoliv.
- Způsob stavění je podmíněn hlavně klimatem. V íránské poušti se domy mohou stavět z hlíny, což by bylo jinde naprosto nemyslitelné, protože by se rozplynuly při prvním dešti.

- Domy v jižní Evropě mnohdy nejsou vybavené topením.

- Ve Španělsku a Portugalsku nejsou uvedena jména u zvonků, ale jenom patro a číslo bytu.

### Jídlo
Vzhledem k jídlu jsou rozdíly v Evropě poměrně nepatrné. Stává se však, že v sousední zemi nedostaneme koupit to, co jíme rádi doma.
- Vypravíme-li se např. do států Dálného východu, např. do Číny, zjistíme, že potraviny, které pro nás jsou zcela běžné, tam tím nejsou. Tam se např. nepožívá mléko, zato jiné věci, které nám nahánějí hrůzu.
- V Rakousku se podává voda ke kávě.
- Ve Francii se podává chléb k jídlu.

### Váhy a míry
Ve větší části světa již s váhami a mírami problémy nejsou, většina států zavedla metrický systém. Pouze Spojené státy americké neuvažují o jeho zavedení.
- V Německu se používá míra libra (500 g), v Rakousku nikoliv. Tam se zato kupuje po dekagramech (1 dag = 10 g).

- Potíže však mohou vzniknout vzhledem k elektrickému proudu, neboť v některých státech se používá napětí 110 V, kdežto jinde – např. po celé Evropě – se pracuje s 230 V. Při odchylných napětích je třeba použít konvertor.

- Zásuvky a zástrčky mají v jiných státech mnohdy odlišnou podobu, proto je třeba použít adaptér.

### Chování
Poměrně velký problém představuje chování v cizích krajích. Právě pro ty, kteří obchodují a spolupracují s cizími kraji, je nesmírně důležité být obeznámen se zvyky a mravy druhých. Za tím účelem se nabízejí speciální semináře. Několik příkladů potenciálních pastí:
- Zatímco se zde v Evropě nesmí říhat před jinými lidmi, v zemích Dálného východu není to nic neslušného; ale nesmí se tam na veřejnosti smrkat.

- Když se obcuje s Araby, člověk si musí dávat pozor na to, aby jim nedopatřením nenastavil chodidlo. Je to tam něco velmi pohoršlivého.

- V Anglii se nesluší česat si na veřejnosti vlasy.

- Některé jazyky mají různé formy oslovení, jako např. rumunština či portugalština.

- V mnoha kulturách se klade velkou váhu na to, aby se starými lidmi bylo jednáno s respektem, i když to, co říkají, není pravda.

### Umění
Celá oblast umění patří mezi známé složky reálie jiných zemí. Malba, sochařství, literatura, hudba – to všechno může odrážet povahu národa.

## Překlad reálií do jiných jazyků
Překlad reálií do jiných jazyků může být problematický. Překladatelé umělecké literatury (beletrie) se mnohdy potýkají s tím, jak přeložit v tuzemsku neznámé reálie země, z níž dotyčné dílo pochází, co nejvhodněji. Při tom nejde jenom o to, najít odpovídající slovo, ale hlavně o to, jak přiblížit čtenářům to, co se za tím skrývá. Mnohdy se setkají s bezekvivalentní lexikou.
To se ale netýká pouze odborných překladatelů; s tím se můžeme setkat i v každodenním životě. Např. české slovo rohlík nelze přeložit do němčiny. Mnohdy najdeme sice jako ekvivalent Hörnchen, avšak je to něco jiného než český rohlík, třebaže obě slova mají stejný význam. Německý Hörnchen je podobnější francouzskému croissantu; sestává jako on ze sladkého těsta, kdežto rohlík má stejné těsto jako houska, tj. neslazené.